# Ніккі Гадсон
Ніккі Гадсон (англ. Nikki Hudson, 6 липня 1976) — австралійська хокеїстка на траві.
Олімпійська чемпіонка 2000 року, учасниця 2004, 2008 років.
Переможниця Ігор Співдружності 1998, 2006 років, бронзова призерка 2002 року.
Переможниця Трофею чемпіонів 1995, 1997, 1999 років, срібна призерка 2005 року, бронзова призерка 2000, 2001 років.
Чемпіонка світу 1998 року, срібна призерка 2006 року.